# آوینی
آوینی (به فرانسوی: Aougny) یک کمون (فرانسه) در فرانسه است که در canton of Ville-en-Tardenois واقع شده‌است. آوینی ۷٫۴۷ کیلومتر مربع مساحت دارد ۲۰۸ متر بالاتر از سطح دریا واقع شده‌است.